# Coppa di Jugoslavia di pallamano maschile
La Coppa di Jugoslavia di pallamano maschile era la seconda manifestazione per importanza dopo il campionato jugoslavo e veniva organizzata anch'essa dalla Federazione di pallamano della Jugoslavia.
La prima edizione si disputò nel 1954; dall'origine a tutto il 1991, anno dell'ultima edizione della coppa, si sono tenute 36 edizioni del torneo.

La squadra che vanta il maggior numero di coppe vinte è l'RK Borac Banja Luka con 9 trofei; a seguire c'è l'RK Medveščak con 7 titoli.

## Statistiche

### Albo d'oro
| Edizione    | Vincitore              | Risultato/i            | 2º classificato        | Note                   |
| ----------- | ---------------------- | ---------------------- | ---------------------- | ---------------------- |
| 1954 - 1955 | Mladost                |                        |                        |                        |
| 1955 - 1956 | Stella Rossa           |                        |                        |                        |
| 1956 - 1957 | Borac Banja Luka       |                        |                        |                        |
| 1957 - 1958 | Borac Banja Luka       |                        |                        |                        |
| 1958 - 1959 | Partizan               |                        |                        |                        |
| 1959 - 1960 | Partizan Bjelovar      |                        |                        |                        |
| 1960 - 1961 | Borac Banja Luka       |                        |                        |                        |
| 1961 - 1962 | Zagabria               |                        |                        |                        |
| 1962 - 1963 | Bosna Sarajevo         |                        |                        |                        |
| 1963 - 1964 | Edizione non disputata | Edizione non disputata | Edizione non disputata | Edizione non disputata |
| 1964 - 1965 | Medveščak              |                        |                        |                        |
| 1965 - 1966 | Partizan               |                        |                        |                        |
| 1966 - 1967 | Stella Rossa           |                        |                        |                        |
| 1967 - 1968 | Partizan Bjelovar      |                        |                        |                        |
| 1968 - 1969 | Borac Banja Luka       |                        |                        |                        |
| 1969 - 1970 | Medveščak              |                        |                        |                        |
| 1970 - 1971 | Partizan               |                        |                        |                        |
| 1971 - 1972 | Borac Banja Luka       |                        |                        |                        |
| 1972 - 1973 | Borac Banja Luka       |                        |                        |                        |
| 1973 - 1974 | Borac Banja Luka       |                        |                        |                        |
| 1974 - 1975 | Borac Banja Luka       |                        |                        |                        |
| 1975 - 1976 | Partizan Bjelovar      |                        |                        |                        |
| 1976 - 1977 | Železničar Niš         |                        |                        |                        |
| 1977 - 1978 | Medveščak              |                        |                        |                        |
| 1978 - 1979 | Borac Banja Luka       |                        |                        |                        |
| 1979 - 1980 | Metaloplastika Šabac   |                        |                        |                        |
| 1980 - 1981 | Medveščak              |                        |                        |                        |
| 1981 - 1982 | Železničar Niš         |                        |                        |                        |
| 1982 - 1983 | Metaloplastika Šabac   |                        |                        |                        |
| 1983 - 1984 | Metaloplastika Šabac   |                        |                        |                        |
| 1984 - 1985 | Železničar Niš         |                        |                        |                        |
| 1985 - 1986 | Metaloplastika Šabac   |                        |                        |                        |
| 1986 - 1987 | Medveščak              |                        |                        |                        |
| 1987 - 1988 | Stella Rossa           |                        |                        |                        |
| 1988 - 1989 | Medveščak              |                        |                        |                        |
| 1989 - 1990 | Medveščak              |                        |                        |                        |
| 1990 - 1991 | Zagabria               |                        |                        |                        |

### Riepilogo vittorie per club
| Numero | Club                 | Anni                                                                            |
| ------ | -------------------- | ------------------------------------------------------------------------------- |
| 9      | Borac Banja Luka     | 1956-57, 1957-58, 1960-61, 1968-69, 1971-72, 1972-73, 1973-74, 1974-75, 1978-79 |
| 7      | Medveščak            | 1964-65, 1969-70, 1977-78, 1980-81, 1986-87, 1988-89, 1989-90                   |
| 4      | Metaloplastika Šabac | 1979-80, 1982-83, 1983-84, 1985-86                                              |
| 3      | Stella Rossa         | 1955-56, 1966-67, 1987-88                                                       |
| 3      | Železničar Niš       | 1976-77, 1981-82, 1984-85                                                       |
| 3      | Partizan Bjelovar    | 1959-60, 1967-68, 1975-76                                                       |
| 3      | Partizan             | 1958-59, 1965-66, 1970-71                                                       |
| 2      | Zagabria             | 1961-62, 1990-91                                                                |
| 1      | Bosna Sarajevo       | 1962-63                                                                         |
| 1      | Mladost              | 1954-55                                                                         |